# Forza di gravità (romanzo)
Forza di gravità (Gravity) è un romanzo di fantascienza della scrittrice statunitense Tess Gerritsen pubblicato nel 1999.
Il romanzo è un medical thriller di fantascienza, ambientato in un futuro prossimo; la Stazione spaziale internazionale viene contaminata da un microrganismo proveniente da un meteorite.

## Storia editoriale
Il romanzo è stato pubblicato per la prima volta nel 1999 negli Stati Uniti; in Italia è stato pubblicato l'anno successivo con il titolo Forza di gravità.
I diritti del romanzo furono venduti nel 1999 alla casa di produzione "Katja" che lo avrebbe dovuto trasporre cinematograficamente. Il progetto non vide la luce e successivamente la Katja fu acquisita dalla casa di produzione "New Line", a sua volta acquisita dalla Warner Bros. nel 2008. Dopo l'uscita del film Gravity nel 2013, la scrittrice citò in giudizio la Warner per rottura contrattuale, sostenendo che le somiglianze tra la trama del film con quella del romanzo non potessero essere definite semplici coincidenze. La causa fu persa dalla scrittrice nel 2015: il giudice affermò non vi era prova che i diritti del romanzo fossero transitati dalla Katja alla Warner Bros.
Tess Gerritsen, seppure convinta di essere dalla parte della ragione, non ha presentato ricorso alla sentenza, essendo stata intimidita dagli avvocati della controparte che l'avevano avvisata che, in caso di sconfitta in appello, avrebbe dovuto pagare milioni di dollari di spese legali.

## Trama
(Tess Gerritsen, Forza di gravità)
Emma Watson è una biologa scelta per far parte del prossimo cambio di equipaggio della Stazione spaziale internazionale (ISS). Suo marito, il dottore Jack McCallum, era stato anch'egli scelto per far parte del corpo astronauti ma era stato successivamente scartato per problemi sanitari. La delusione e la frustrazione aveva creato dissapori nella coppia che è prossima al divorzio. Quando uno degli astronauti in orbita deve essere fatto rientrare urgentemente sulla Terra per un grave lutto in famiglia, la partenza di Emma sull'ISS viene anticipata. Un errore nella gestione di un esperimento con culture biologiche causa la contaminazione di alcune cavie a bordo; uno degli astronauti, Kenichi Hirai, si ammala ma Emma, il medico responsabile sulla stazione, decide di non farlo rientrare subito sulla Terra con la capsula di salvataggio, credendo di poterlo curare con i farmaci disponibili, non avendo collegato la contaminazione delle cavie con la malattia del collega.
Quando Kenichi muore, appare evidente che l'ISS è stata contaminata da un patogeno di origine sconosciuta. Uno Space Shuttle con un nuovo equipaggio viene inviato sulla stazione per recuperare il cadavere e dare il cambio agli astronauti. Emma, che permarrà a bordo dell'ISS, si ricongiunge con i quattro astronauti con cui si era addestrata sulla Terra. Durante le operazioni di rientro, il sacco di plastica che conteneva il corpo di Kenichi, gonfiatosi a causa del patogeno, esplode. Nella confusione generatasi a bordo dello Space Shuttle, il pilota urta la stazione spaziale danneggiandola. Lo Space Shuttle, a sua volta compromesso, e pilotato da un'astronauta accecata dal patogeno, si schianta al suolo. Il relitto e i corpi degli astronauti vengono isolati biologicamente. Durante le operazioni la tuta di uno dei medici intervenuti si strappa; l'uomo rimane contagiato e morirà pochi giorni dopo.
Intanto, a bordo dell'ISS, due dei cinque astronauti rimasti vengono contagiati: Nikolaj Rudenko, muore rapidamente mentre Diana Estes versa in gravi condizioni. Il centro di controllo della NASA a terra viene militarizzato e viene impedito di avviare il protocollo di salvataggio degli astronauti sull'ISS. Emma e l'astronauta Luther Ames escono per aggiustare uno dei pannelli solari danneggiato dalla collisione e ripristinare la corrente. Quando i due sono fuori per un'attività extraveicolare, le condizioni di Diana precipitano e, durante una violenta crisi aggredisce l'astronauta Luther Ames che, per difendersi, la uccide contaminando la stazione con il suo sangue. Luther, innamorato di Diana, sconvolto, si suicida. Emma ritorna precipitosamente a bordo per prestare soccorso ai due e li trova morti; la donna viene in contatto con i fluidi corporei di Diana dispersi nell'atmosfera interna dell'ISS e rimane contaminata. L'unico astronauta apparentemente sano, è Luther che Emma convince a rintanarsi nella capsula di emergenza e a rientrare sulla terra, all'insaputa della NASA e dei militari. Tuttavia, durante il rientro, la capsula viene individuata dai militari e abbattuta per precauzione, al fine di non rischiare di diffondere un'epidemia sulla Terra.
Emma capisce finalmente che l'infezione è stata causata da un virus oggetto di esperimenti a bordo e mutato a causa della microgravità. Il virus colonizza il corpo umano e si sviluppa al suo interno, creando cisti simili ad uova che, gonfiando il corpo dell'ospite, lo fanno esplodere diffondendosi così nell'ambiente. Emma si mette in contatto con il marito, nel frattempo ritornato a collaborare con la NASA e lo indirizza verso la SeaScience, la società privata californiana che aveva commissionato l'esperimento e preparato i campioni. Jack, aiutato dai colleghi della NASA, evitando l'ostruzionismo dei militari, i depistaggi dei servizi segreti e del proprietario della SeaScience riesce a scoprire che il virus non è stato realizzato a partire dal DNA di archeobatteri, come sostenuto dagli scienziati del governo, bensì dal DNA estratto da un virus alieno recuperato su frammenti di tectite, residui di un asteroide, rinvenuti sul fondo marino delle Galapagos. Il virus, chiamato "Chimera", ha la capacità di assimilare il DNA delle specie aggredite: nei campioni prelevati nel relitto dello Space Shuttle distrutto, infatti, viene trovato DNA di topo, di rana, oltre che umano.
Quando Emma si accorge che l'unica cavia a bordo dell'ISS, sopravvissuta alla contaminazione, è una femmina di topo gravida, capisce che l'assimilazione da parte di Chimera di DNA di rana, lo ha reso, come l'anfibio, vulnerabile agli ormoni. Grazie a tale scoperta, Emma riesce a rallentare il decorso della malattia, iniettandosi della gonadotropina corionica. I tentativi di Jack di ottenere informazioni su Chimera sono ostacolati dal governo, che teme che il virus possa essere utilizzato da malintenzionati o da nazioni ostili come arma batteriologica; anche SeaScience non collabora e Helen Koening, la scienziata che aveva per prima studiato Chimera è morta per un incidente d'auto nel frattempo. Jack tuttavia realizza che Helen Koening aveva volutamente inserito DNA di rana nel virus alieno per renderlo vulnerabile al ranavirus, mortale per le rane. Jack, all'insaputa dei militari, aiutato dalla NASA, riesce a contattare un'agenzia privata che ha realizzato un vettore spaziale, l'unico pronto in brevissimo tempo al lancio; l'uomo si imbarca sulla navicella, raggiunge l'ISS e, iniettando il ranavirus in Emma, la salva in extremis dalla morte, uccidendo Chimera. Jack e Emma scoprono di essere ancora innamorati, si riconciliano e, dopo una lunga quarantena, ritornano sulla Terra. L'esistenza di Chimera viene secretato dal governo.

## Edizioni
- (EN) Tess Gerritsen, Gravity, New York, Pocket Books, settembre 1999, ISBN 978-0-671-01678-4.
- (NL) Tess Gerritsen, Alarmfase rood, traduzione di Els Braspenning, The House of Books, 2000, ISBN 978-90-443-0133-5.
- Tess Gerritsen, Forza di gravità, traduzione di Adria Tissoni, La Gaja Scienza, n. 612, Milano, Longanesi, maggio 2000, ISBN 8830418277.
- Tess Gerritsen, Forza di gravità, traduzione di Adria Tissoni, Milano, Mondolibri, settembre 2000.
- (FI) Tess Gerritsen, Painoton tila, traduzione di Annika Eräpuro, Otava, Suuri Suomalainen Kirjakerho, 2001, ISBN 978-951-643-977-1.
- Tess Gerritsen, Forza di gravità, traduzione di Adria Tissoni, TEADue, n. 982, Milano, Editori Associati, maggio 2002, ISBN 8850201648.
- Tess Gerritsen, Gravity, traduzione di Adria Tissoni, Urania Jumbo, n. 47, Milano, Mondadori, settembre 2023.